# Erich Rümmler
Erich Rümmler (* 17. April 1930 in Pockau; † 30. Mai 2006 in Berlin) war Generalmajor des Ministeriums für Staatssicherheit (MfS) und Leiter der Arbeitsgruppe des Ministers (AGM).

## Leben
Erich Rümmler wurde 1930 in Pockau (Kreis Marienberg) geboren. Sein Vater war Glaser, seine Mutter Hausgehilfin. Nach dem Besuch der Volksschule absolvierte er ab 1944 eine Lehre zum Holzmaschinenwerker und arbeitete als solcher bis 1948. 1947 trat Rümmler der SED bei. 1948 wurde er bei der Volkspolizei eingestellt und wechselte 1951 zur MfS-Hauptabteilung (HA) I (VP-Bereitschaften). 1961 besuchte er die Vorstudienfakultät in Naumburg und anschließend von 1962 bis 1964 die Militärakademie „Friedrich Engels“, wo er den Titel des Diplom-Militärwissenschaftlers erwarb. 1964/65 absolvierte er ein Praktikum als stellvertretender Stabschef im mot. Schützenregiment 7 der NVA, welches ihm eine Beförderung zum stellvertretenden Abteilungsleiter einbrachte. 1966 wurde Rümmler zum Abteilungsleiter in der HA I (Militärabwehr) ernannt. 1968 wechselte er als Abteilungsleiter in die AGM. Dort arbeitete er sich bis 1980 zum stellvertretenden Leiter hoch, wurde im Oktober 1983 zum Generalmajor ernannt und schließlich 1. Stellvertreter des Leiters. 1987 übernahm er die komplette Leitung der AGM. Als solcher war er für alle Aufgaben der Mobilmachung im MfS, insbesondere Internierungsplanungen und die Ausbildung und den Einsatz von Spezialkräften für Sondereinsätze sowie die Führung der Offiziere im besonderen Einsatz (OibE) verantwortlich. Im Zuge der Wende in der DDR wurde Rümmler im Dezember 1989 von seiner Funktion entbunden und anschließend im Januar 1990 entlassen. Bis zu seinem Tod lebte Erich Rümmler als Rentner in Berlin.